# John Craxton
John Leith Craxton, RA, né à St. John's Wood le 3 octobre 1922 – mort le 17 novembre 2009, est un peintre britannique néoromantique, fils du pianiste et compositeur Harold Craxton.
Il a été élu membre de la Royal Academy (RA) le 25 mai 1993.